# 伊勢堂岱遺跡
伊勢堂岱遺跡（いせどうたいいせき）は、秋田県北秋田市脇神字伊勢堂岱にある縄文時代後期前半の環状列石が主体の遺跡である。国の史跡に指定されている。2021年7月27日、「北海道・北東北の縄文遺跡群」として世界文化遺産に登録された。

## 概要

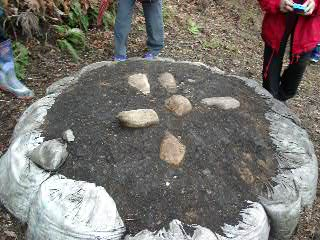
日時計型組石

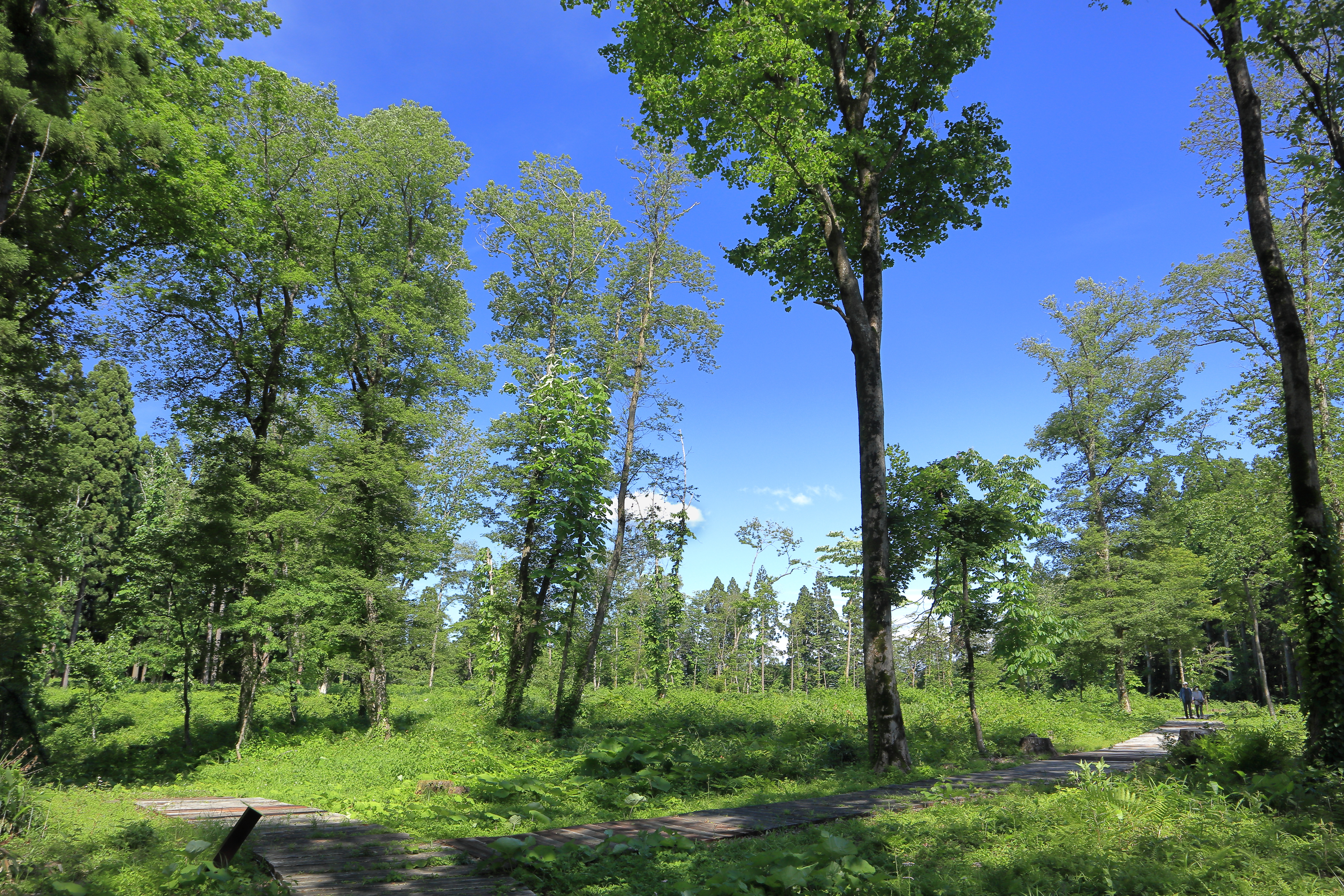
南側の園路

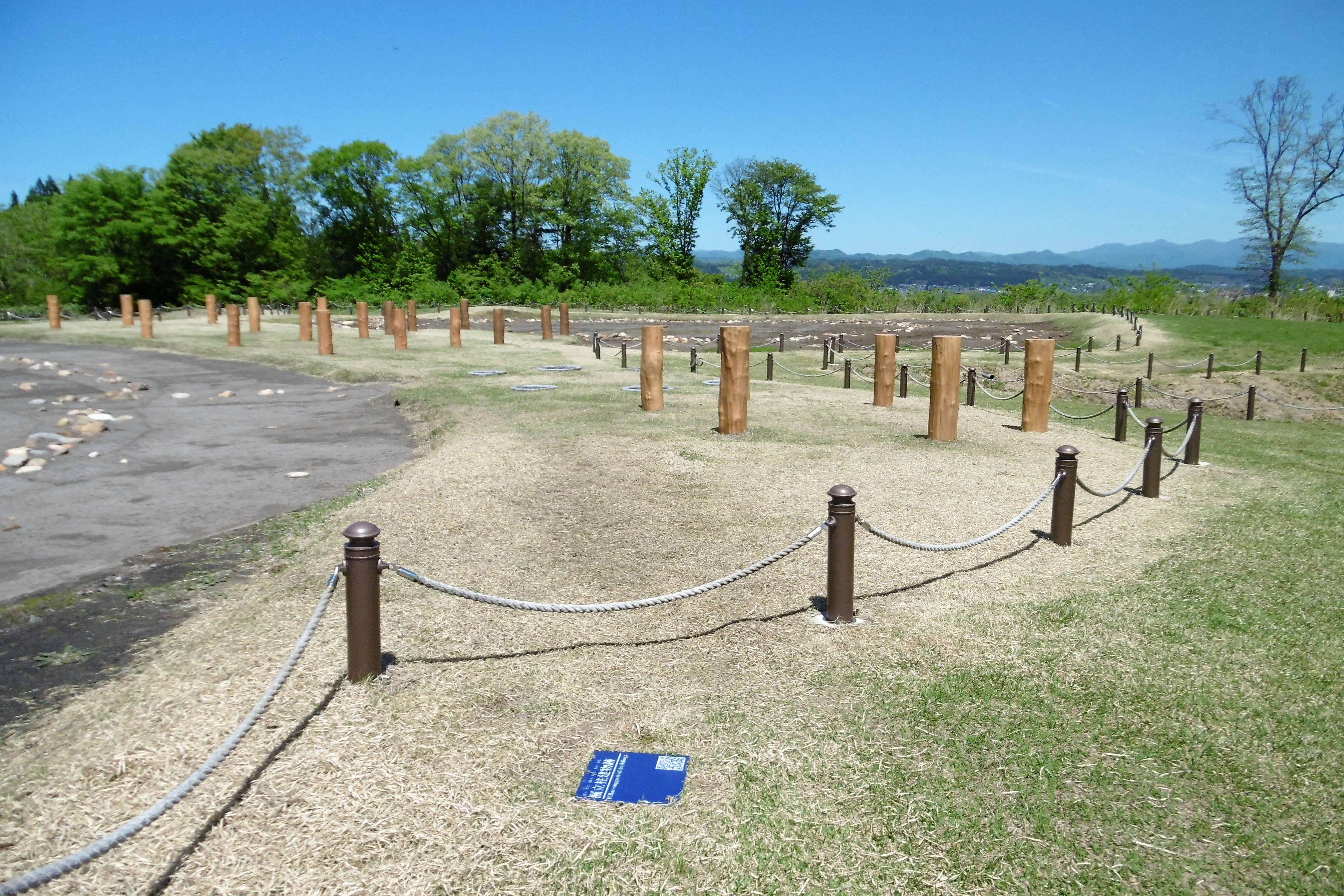
掘立柱建物跡

秋田内陸縦貫鉄道の縄文小ヶ田駅南方の湯車川をこえた標高40 - 45メートルの河岸段丘の北端台地の上にあり、国内で唯一4つの環状列石（ストーンサークル）が発見された遺跡である。
保存状態が良く、学術的な価値が高いことから2001年1月に国の史跡に指定された。また、2021年7月27日に世界文化遺産に登録された「北海道・北東北の縄文遺跡群」を構成する遺跡の一つでもある。
半径3キロメートル以内に大館能代空港・秋田内陸線 縄文小ヶ田駅・伊勢堂岱インターチェンジがありアクセス面で優れていて、縄文遺跡群を巡る起点の役割が期待されている。
園路南側の森を抜けると、環状列石と白神山地が一望でき、ガイダンス施設の「伊勢堂岱縄文館」周辺では田んぼアートや、約2千年前の品種の「蓮の花」を見ることができる。

## 特徴
縄文時代後期の遺跡で、A - Dの4つの環状列石や掘立柱建物跡、土坑墓、土器埋設遺構、捨て場、フラスコ状土坑、日時計型組石などから構成されている。
4つの環状列石からやや離れた場所に、日時計型組石が数個ある。これは大湯環状列石と同じように、この組石の中心から環状列石Aを見ると、夏至の日に太陽が沈む位置とだいたい一致する。環状列石Aは直径が約32メートルで上空からの平面形がメロンのような形をしており、つるの部分が特徴的である。祭祀の際の特別の通路として機能していたのではないかとの指摘もある。
環状列石Bは円ではなく欠けた弧状をしており、これは国鉄阿仁合線（現在の秋田内陸縦貫鉄道）の建設時に壊されたものであると考えられる。または、未完成の環状列石だとする見解もある。また、環状列石Bの土坑墓からは完全な形で復元できる板状土偶が発掘されている。伊勢堂岱遺跡からは土偶が200点ほど見つかっているが、ほとんどが破片である。
最大の環状列石Cには石を縦横に組み合わせた構造もあり、これは、青森市の小牧野遺跡の小牧野式配石と呼ばれるものと共通する珍しい配石である（環状列石Aにもこの構造は存在する）。直径が45メートルもあり列石の輪が三重になっている。周囲には6本柱の掘立柱建物跡があり、これは大湯環状列石にも共通するものである。
環状列石Dは直径約36メートルで石の密度はやや低い。環状列石Cと環状列石Dは半分程度発掘調査が終了しており、発掘技術の向上後に残りの部分を発掘する予定である。
立石（日時計様組石）や列石に建物が附属する点では大湯環状列石との共通点があり、また、小牧野式配石もみられる本遺跡は、同一遺跡のなかで異なる文化要素をあわせもっている点で着目される。
環状列石近くの沢やフラスコ状土坑からは板状土偶やヒョウタン型土器、キノコ型土製品なども発見されており、捨て場や貯蔵穴の墓への転用が考えられる。土坑墓には土器や石器が供えられていることが多く、共同墓地と個人用墓地との関係や再葬の可能性などについては、今後もひきつづき検討を要する。大湯環状列石では立石下に死者が埋葬されているが、伊勢堂岱遺跡では丸く配置されている石の中央に死者が埋葬されている。
遺跡範囲は20万平方メートルに広がっており、環状列石は遺跡北西部に集中している。また、遺跡の東部には100メートルを越える縄文時代の溝状遺構が発見されている。
その少し北にも環濠遺構が発掘されているが、これは戦国時代の比内浅利氏の家臣の城跡であると推定されている。伊勢堂岱遺跡の近くにある小ヶ田集落の住民の祖先は元々浅利氏の家臣であり、この台地に城跡があったとする言い伝えが残されている。
伊勢堂岱遺跡の環状列石は、米代川、小猿部川、湯車川といった河川から採取された20種類以上の岩石が使われている。これに対して、大湯環状列石では石英閃緑ひん岩のみが使用されている。

## 歴史

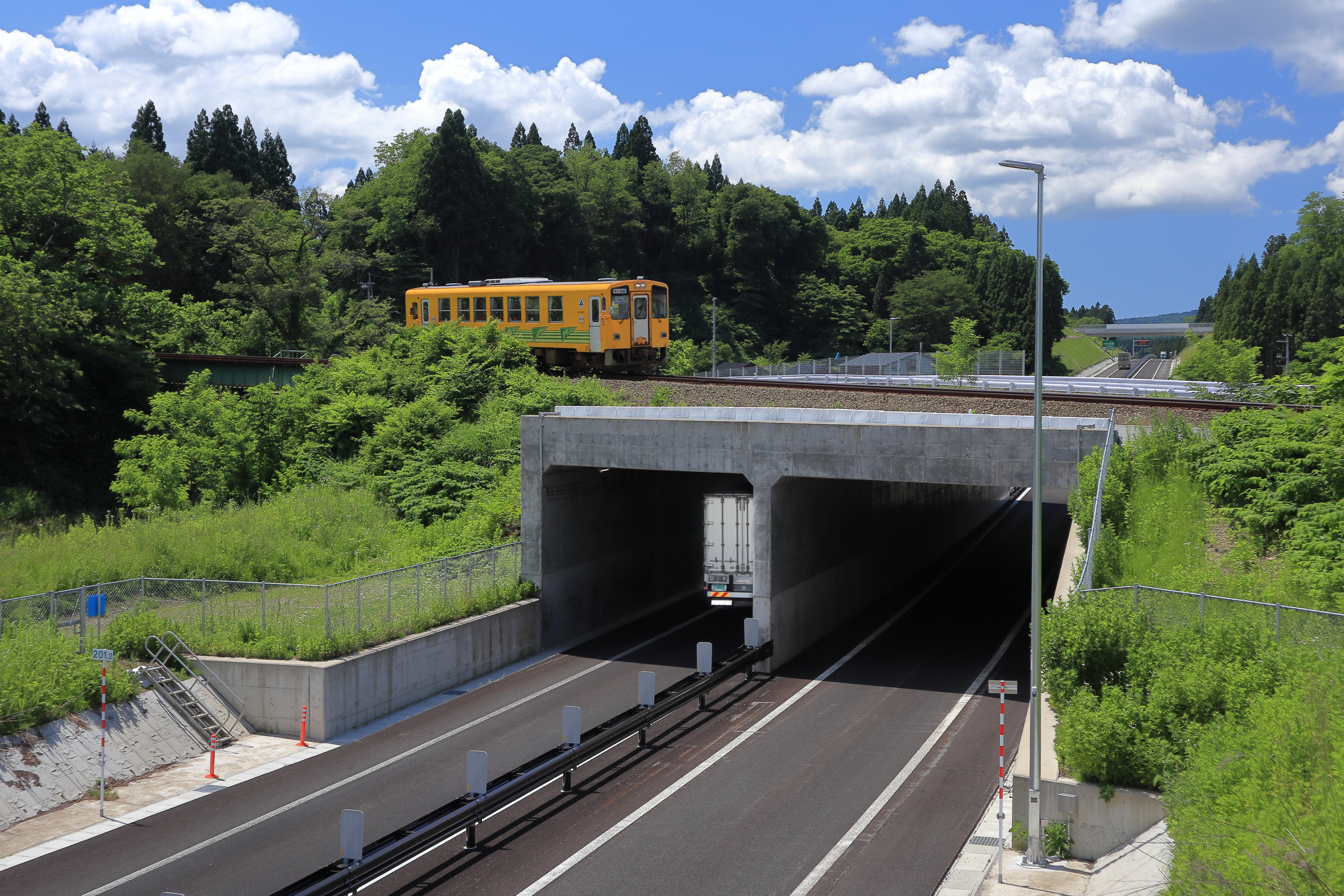
伊勢堂岱遺跡からの景観を守るため、半地下方式で秋田内陸線と県道の下を通る秋田自動車道

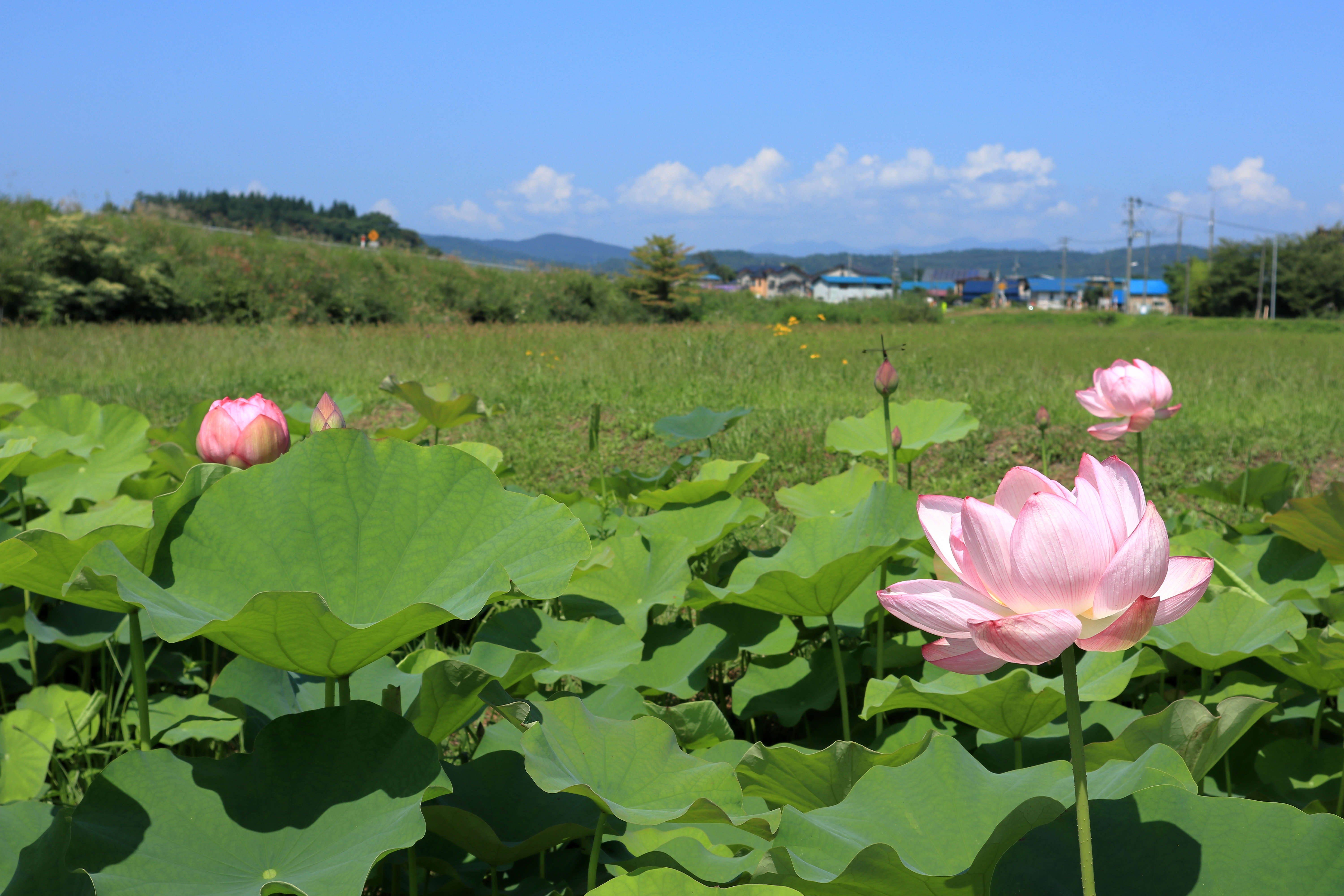
縄文館近くの休耕田に咲く大賀ハス

- 1992年（平成4年）度

大館能代空港へのアクセス道路建設の際に北秋田郡鷹巣町脇神（現・北秋田市）で発見された。
- 1994年 - 95年（平成6 - 7年）度

直径約32メートルの環状列石Aと、確認長15メートルの弧状をなす環状列石Bを確認した。
- 1996年（平成8年）度

柱穴群が掘立柱建物群であることが分かった。
直径約45メートルの環状列石Cの存在を確認した。
調査終了後に遺跡を埋め戻すことも考慮されたが、遺跡の重要性からアクセス道路の進路を曲げて、この遺跡を保存しさらに発掘することを決定した。
- 1997年 - 2000年（平成9 - 12年）度

約20万平方メートルに広がる遺跡であることや、環状列石Cの南側に直径約36メートルの環状列石Dが見つかった。
縄文時代後期前葉に属していて、4つの環状列石を中心とし、掘立柱建物跡、配石遺構、土坑群、捨て場等で構成される大規模な祭祀の場であることが判明した。
- 2001年（平成13年）1月29日

遺跡範囲のうち、約16万平方メートルが国の史跡に指定された。
- 2008年（平成20年）度

100メートルを超える溝状遺構が見つかった。
- 2015年（平成27年）12月

史跡と一体となった周辺地域の景観を保全・継承・健全に発展することを目的として、「伊勢堂岱遺跡景観計画」を策定した。
- 2016年（平成28年）度

伊勢堂岱遺跡の東側の低地に、ガイダンス施設の伊勢堂岱縄文館、体験学習広場、野外イベント広場、土舞台などが4月23日オープンした。
- 2017年（平成29年）度

熊の出没等が相次いだ為、７月から一般公開を中止。周辺の樹木を伐採し緩衝帯を設け、電気柵、監視カメラを設置し、安全対策を行った。

## 伊勢堂岱縄文館

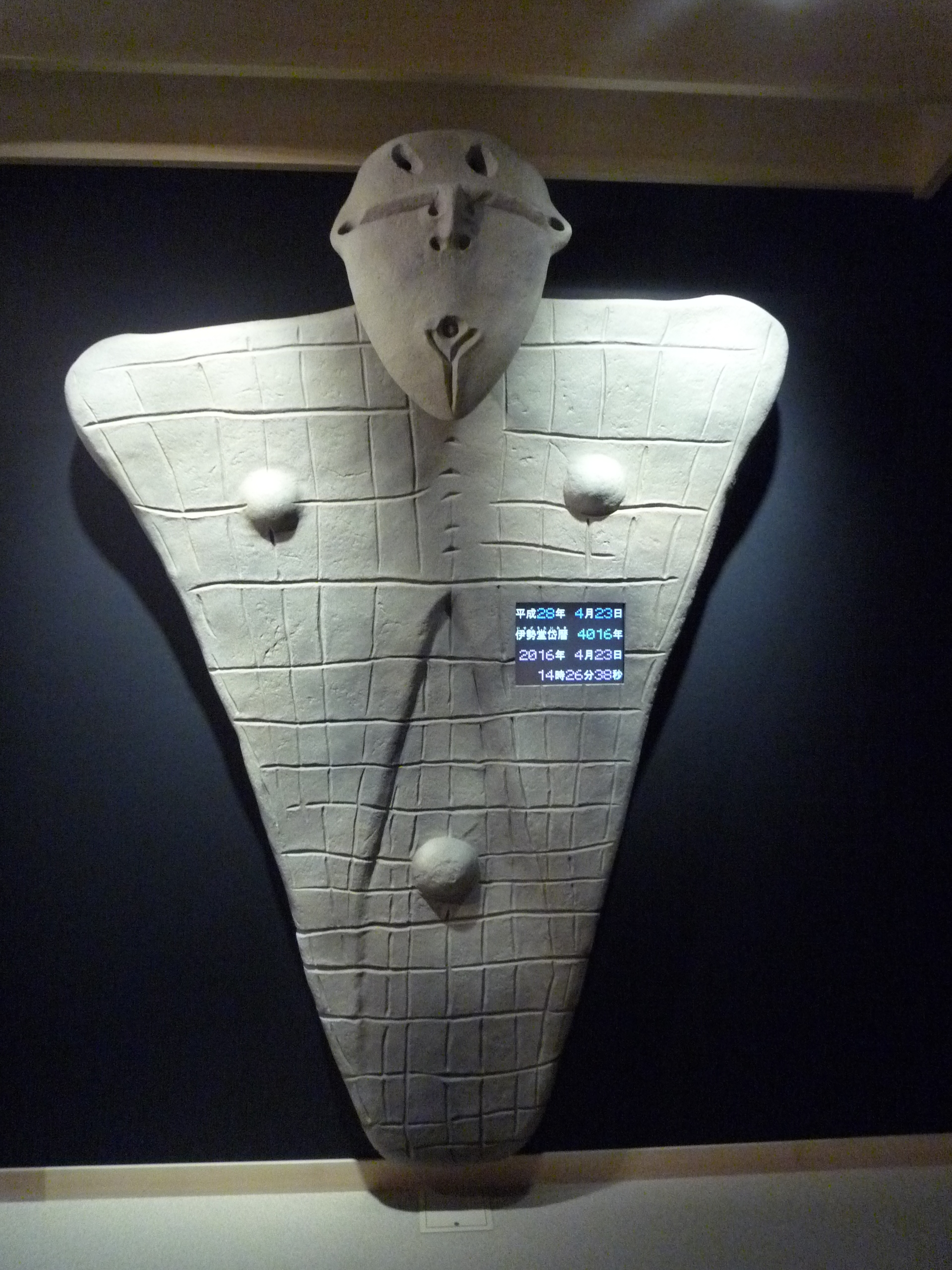
展示室入口に設置の板状土偶

伊勢堂岱縄文館（いせどうたいじょうもんかん）は、秋田県北秋田市脇神にあるガイダンス施設である。

### 概要
史跡伊勢堂岱遺跡の保存と活用のため、遺跡東側徒歩2分のところに設置された。
展示室は、伊勢堂岱遺跡や北秋田市内の縄文遺跡出土品を展示し、遺跡を解説した映像を、英語・中国語・韓国語・日本語で上映している。小規模の講演会や、勾玉や土器づくりなどの体験ができるコーナーもある。

### 開館時間・休館日
- 開館時間
  - 午前9時から午後5時（入館は午後4時30分）まで

- 観覧料
  - 無料

- 休館日
  - 毎週月曜日（月曜日が祝日の場合は翌日）
  - 年始年末（12月29日から1月3日まで）

※縄文館が休館の日は、遺跡も閉鎖となる。（遺跡の公開は4月下旬頃 - 10月末まで）
遺跡と展示室のガイドは、予約が必要。

### イベント
- 縄文まつり（9月）

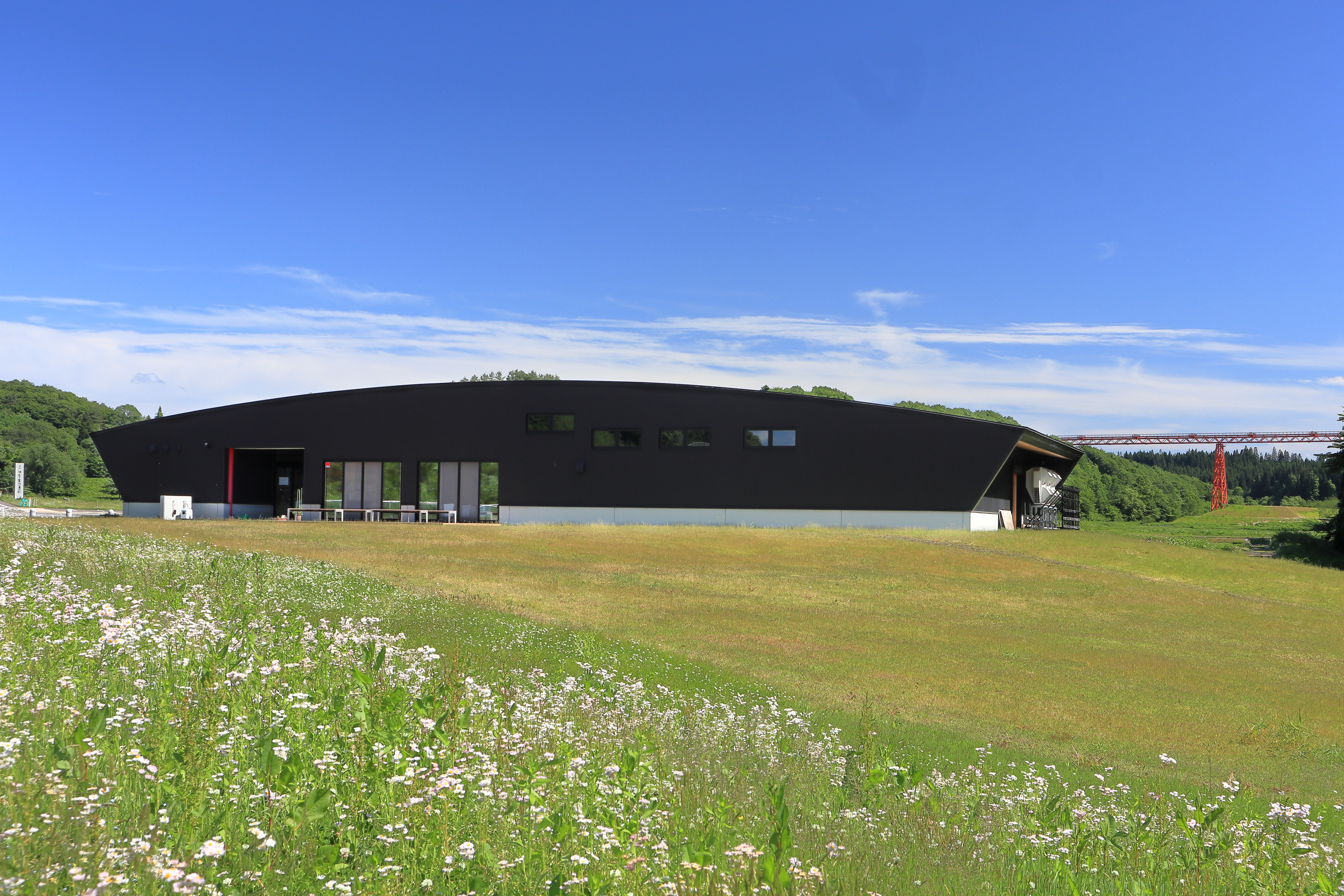
ガイダンス施設
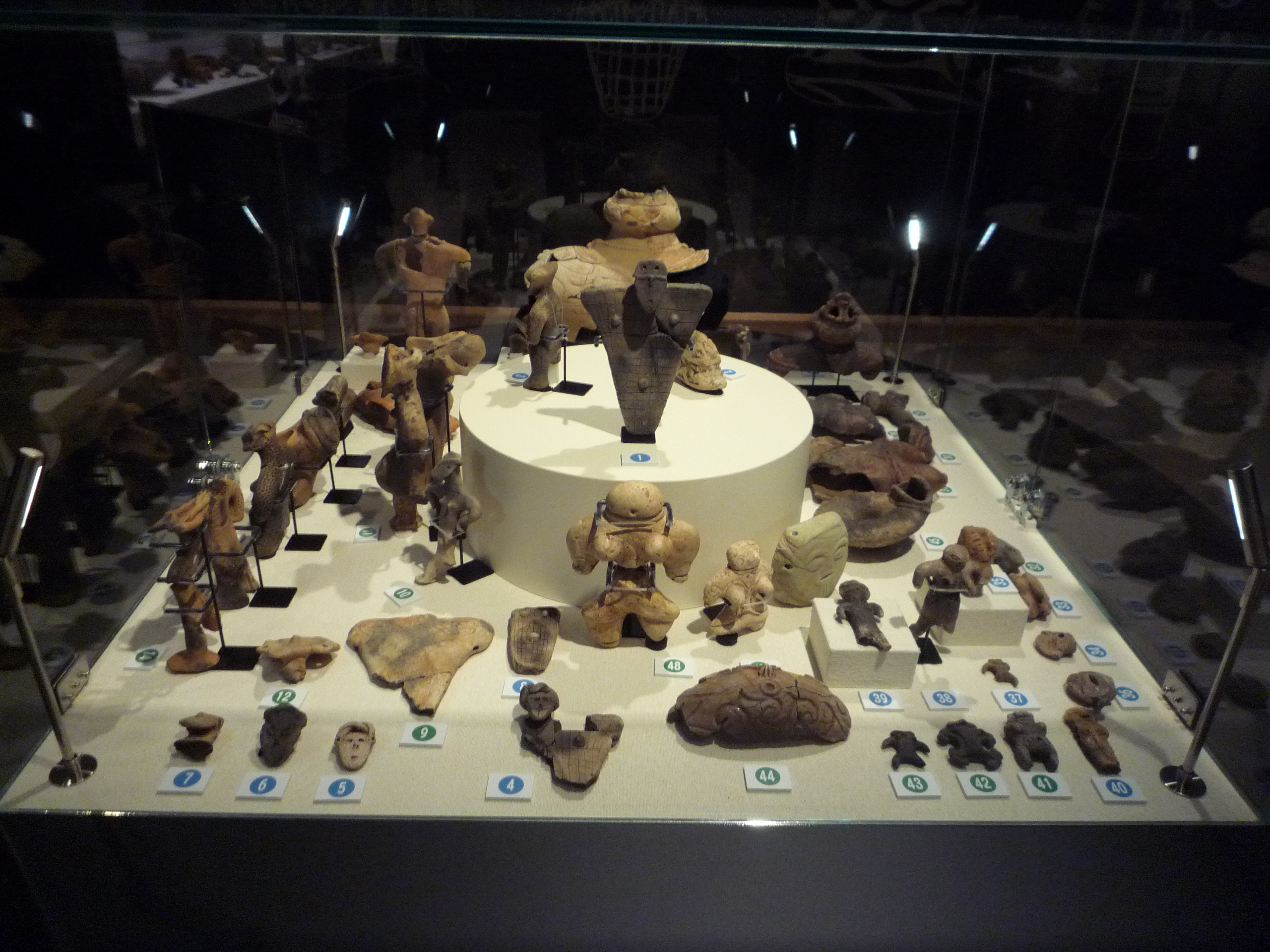
市内縄文遺跡出土の土偶
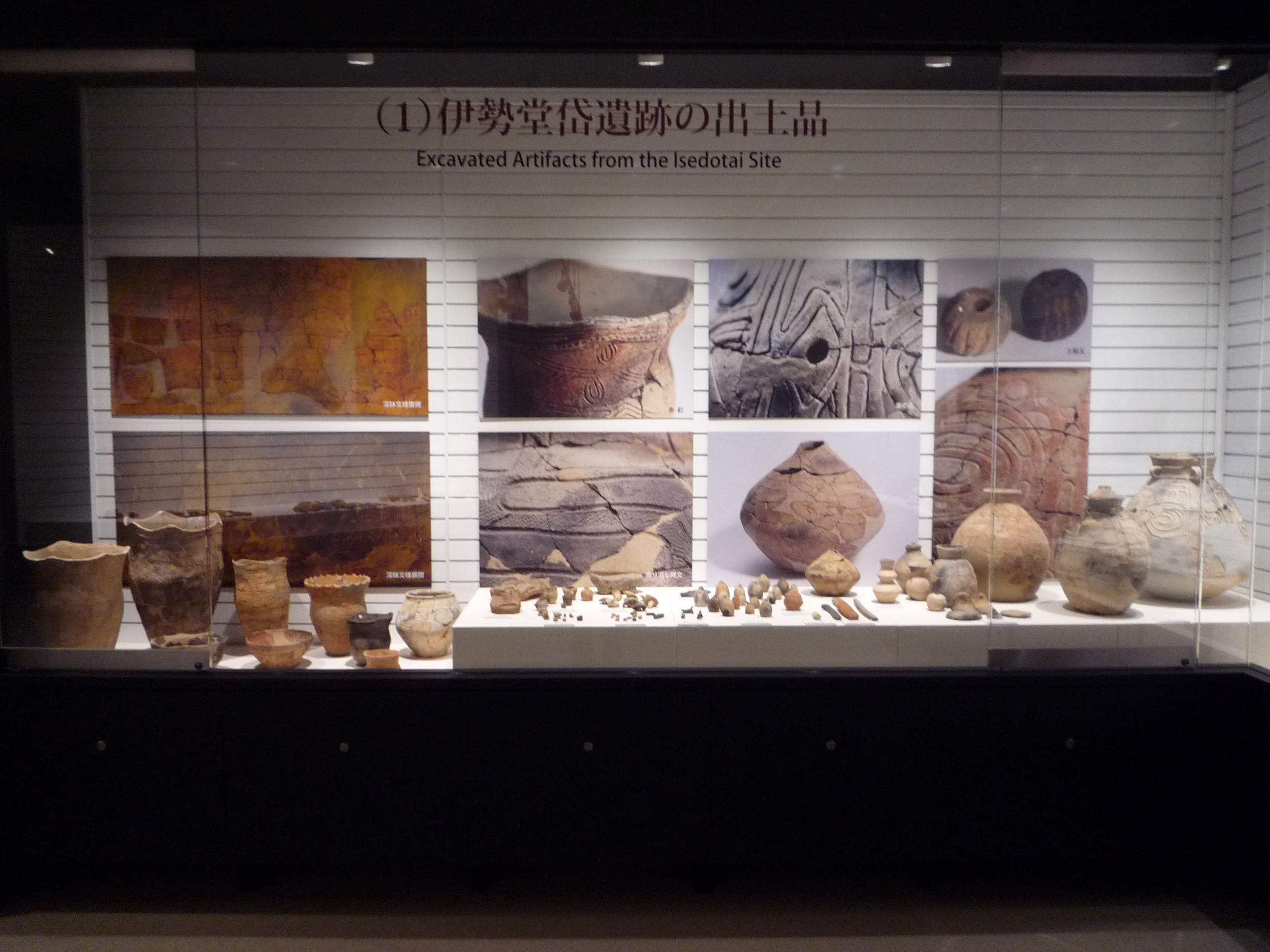
伊勢堂岱遺跡の出土品

## アクセス

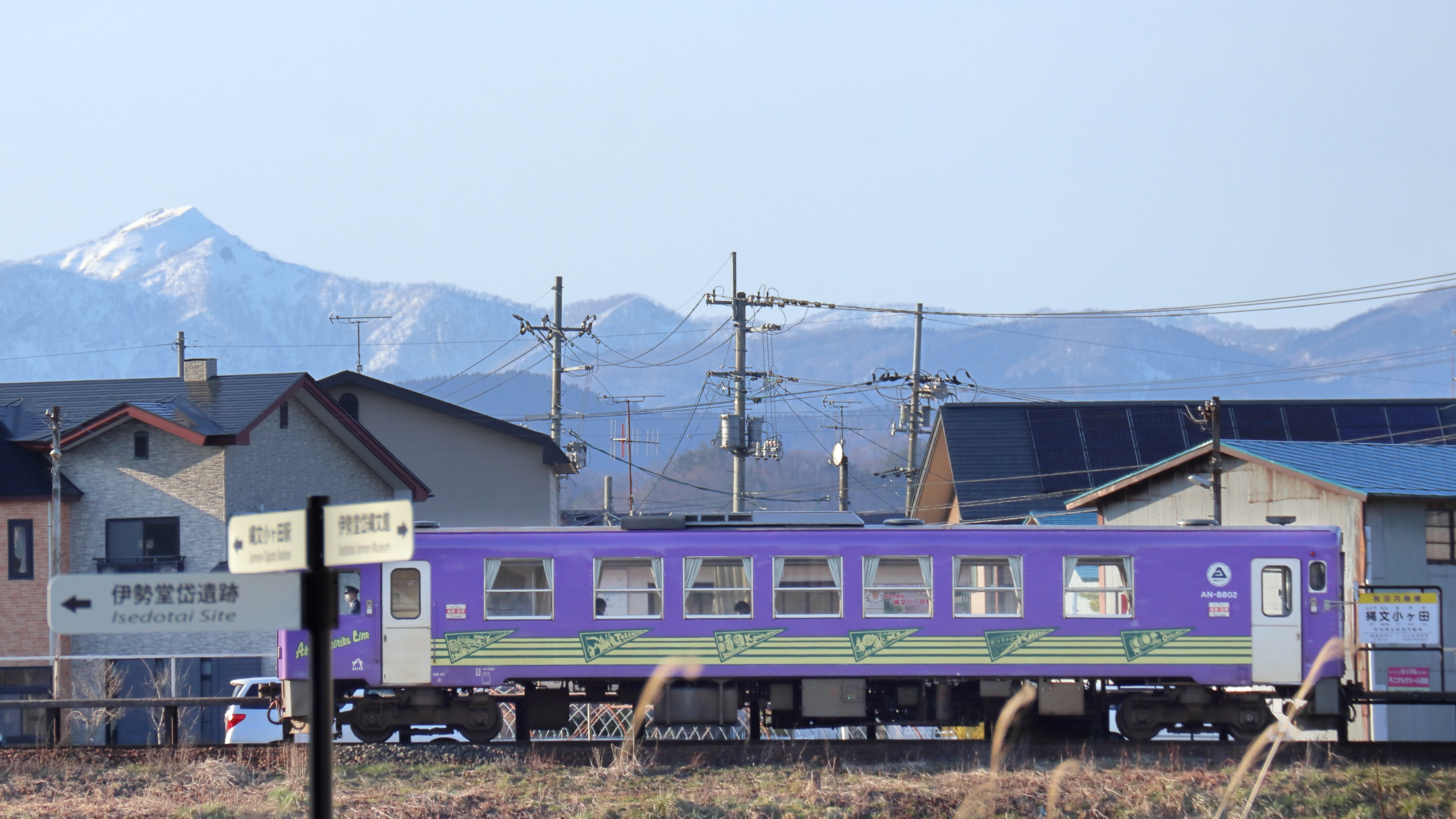
縄文小ヶ田駅と白神山地

- 秋田内陸縦貫鉄道秋田内陸線 縄文小ヶ田駅より徒歩8分
- 大館能代空港ICより車で6分
- 伊勢堂岱ICより車で4分
- 乗合タクシー[9]
  - JR 鷹ノ巣駅より11分
  - 大館能代空港より6分

## 参考資料
- 北海道・北東北の縄文遺跡群リーフレットシリーズ18 史跡 伊勢堂岱遺跡、北秋田市教育委員会縄文遺跡群世界遺産登録推進本部